# Seppo Reijonen
Seppo Olavi Reijonen (ur. 29 kwietnia 1944 w Sortavali)  – fiński skoczek narciarski, olimpijczyk z 1968 w Grenoble, gdzie zajął 40. miejsce. Później reprezentował Szwecję.

## Osiągnięcia

### Igrzyska olimpijskie
| Miejsce | Dzień     | Rok  | Miejscowość | Konkurs                         | Wynik     | Strata    | Skok 1 | Skok 2 | Zwycięzca          |
| ------- | --------- | ---- | ----------- | ------------------------------- | --------- | --------- | ------ | ------ | ------------------ |
| 40.     | 18 lutego | 1968 | Grenoble    | Skocznia normalna indywidualnie | 170,1 pkt | -61,2 pkt | 87,0 m | 85,0 m | Władimir Biełousow |

### Mistrzostwa świata w lotach
- 1972 – 32. miejsce[1]

### Turniej Czterech Skoczni

#### Miejsca w klasyfikacji generalnej
| Rok       | Pozycja | Punkty | Strata |
| --------- | ------- | ------ | ------ |
| 1976/1977 | 64.     | 560,2  | 358,3  |
| 1978/1979 | 57.     | 546,2  | 269,4  |